# Combin de la Tsessette
El Combin de la Tsessette o Grand Combin de la Tsessette (4.141 m) es una montaña en los Alpes, en el Grand Combin de los Alpes Peninos occidentales entre el valle de Bagnes y el valle de Entremont. Se encuentra en el suizo cantón del Valais.

## Características
Se encuentra al este de la cima principal, el Combin de Grafeneire. De las tres cimas principales de las que está compuesto el Grand Combin es la cima más baja y menos aparente.
Según la clasificación SOIUSA, el Combin de la Tsessette pertenece:
- Gran parte: Alpes occidentales
- Gran sector: Alpes del noroeste
- Sección: Alpes Peninos
- Subsección: Alpes del Grand Combin
- Supergrupo: Cadena Grand Combin-Monte Velàn
- Grupo: Grupo del Grand Combin
- Código: I/B-9.I-B.4

## Enlaces externos

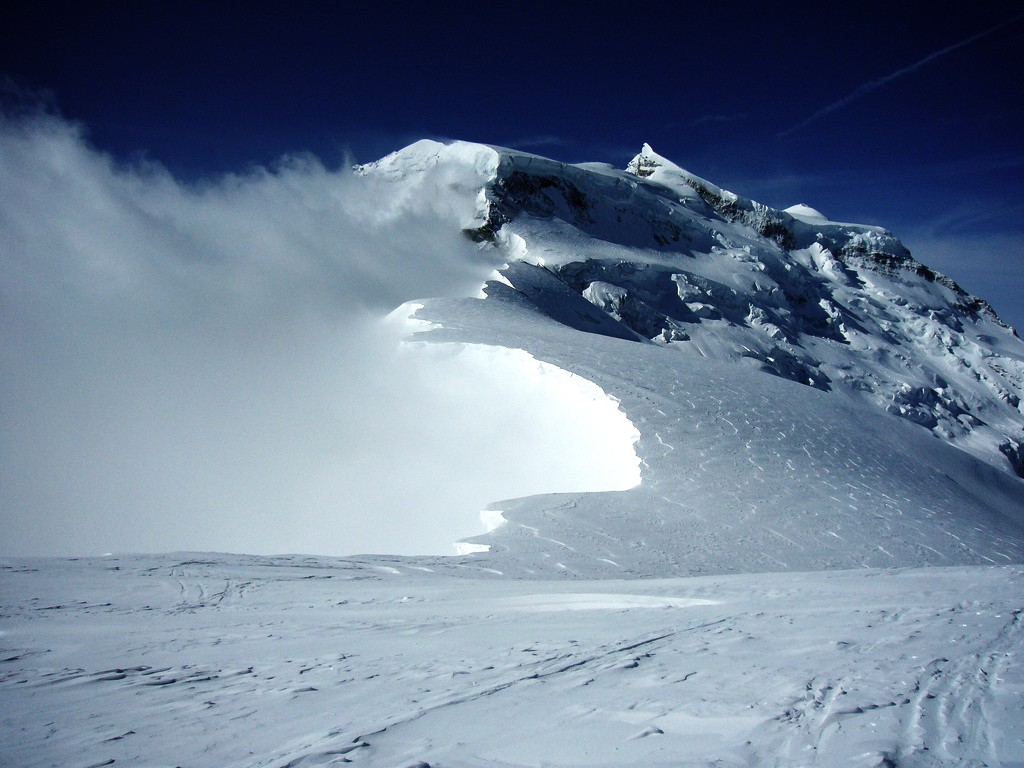
Vertiente noreste del Grand Combin. El Combin de Tsessette (en el centro) y el Combin de Grafeneire (en el centro, a la derecha).